# Lubomir Iliev
Lubomir Georgiev Iliev (em búlgaro:  Любомир Георгиев Илиев; Veliko Tarnovo, 20 de abril de 1913 – 6 de junho de 2000) foi um matemático e informático búlgaro.
Iliev estudou matemática na Universidade de Sófia, com o diploma em 1936, onde obteve um doutorado em 1938, orientado por Nikola Obreshkov, com a tese Über die analytische Nichtfortsetzbarkeit von Potenzreihen. Em 1940 recebeu um bolsa Humboldt para a Universidade de Munique, onde trabalhou com Constantin Carathéodory e Oskar Perron. Foi a partir de 1941 assistente na Universidade de Sófia. Em 1947 foi Privatdozent, em 1949 außerordentlicher Professor e em 1952 como sucessor de L. Twchakalow professor de análise em Sófia.
Trabalhou inicialmente com análise e mais tarde com matemática numérica e informática. Em 1961 foi diretor do primeiro centro de computação na Bulgária, como parte do Instituto de Matemática da Academia de Ciências da Bulgária. Lá foi construído o primeiro computador búlgaro, Vitosha. Em 1963 foi diretor do Instituto de Matemática da Academia de Ciências.
De 1974 a 1977 foi presidente da União Matemática dos Balcãs. Foi membro estrangeiro da Academia de Ciências da Rússia (1976), da Academia de Ciências da Alemanha Oriental (1977) e membro honorário da Academia de Ciências da Hungria. Em 1977 foi doutor honoris causa da Universidade Técnica de Dresden.
Recebeu o Prêmio Pioneiro da Computação de 1996. Em 1958 foi membro correspondente e em 1967 membro pleno da Academia de Ciências da Bulgária.

## Obras
- Analytische Nichtfortsetzbarkeit und Überkonvergenze einiger Klassen von Potenzreihen, Berlim 1960, Sofia 1961